# Jack Du Brul
Jack Du Brul (Burlington, 15 ottobre 1968) è uno scrittore statunitense,.

## Biografia
Nato a Burlington, Vermont, il 15 ottobre 1968.  Trascorse nel suo paese natale tutta l'infanzia, frequentando poi la Westminster School in Connecticut. Dopo il college presso la George Washington University si è trasferito a vivere in Florida, dove ha scritto il suo primo libro Vulcan's Forge. Sposato dal 2001 con Debbie Saunders, attualmente vive in Virginia.

### Carriera come scrittore
I suoi romanzi si concentrano sul personaggio da lui creato, il Dr. Philip Mercer, ingegnere minerario e geologo di successo, che viene coinvolto in varie minacce al mondo. Attualmente (2020) ha scritto sette libri sulle avventure di Mercer, appartenenti alla serie nota come Vulcan's Forge.
A partire dal terzo romanzo della serie "The Oregon Files" dello scrittore Clive Cussler,  ha preso il posto di Craig Dirgo come coautore, lasciando tale ruolo nel 2015. In seguito con Cussler è stato coautore del libro The Titanic Secret appartenente alla serie Isaac Bell Adventures.

## Opere

### Philip Mercer
- Operazione Vulcano (Vulcan's Forge) (1998)
- Il fiume nero di Caronte (Charon's Landing) (1999)
- La pietra di Medusa (The Medusa Stone) (2000)
- La maledizione di Pandora (Pandora's Curse) (2001)
- Il tesoro degli Inca (River of Ruin) (2002)
- Fuoco dal profondo (Deep Fire Rising) (2003)
- L'atomo nascosto (Havoc) (2006)
- The Lightning Stones (2015)[3]

### Avventure del capitano Juan Cabrillo (The Oregon Files)
- I predatori (Dark Watch) (2005)
- Skeleton Coast (Skeleton Coast) (2006)
- La nave dei morti (Plague Ship) (2008)
- Corsair (Corsair) (2009)
- Oceani in fiamme (The Silent Sea) (2010)
- Giungla (The Jungle) (2011)
- Miraggio (Mirage) (2013)

### Le indagini di Isaac Bell (Isaac Bell Adventures)
- The Titanic Secret (2019)
- The Saboteurs (2021)

### Fonti
1. 1 2 3  Fantasticfiction.
2. 1 2 3  Encyclopedia.
3. ↑   Jack DuBrul Forum Post, su jackdubrulbooks.com. URL consultato il 15 febbraio 2011 (archiviato dall'url originale il 13 luglio 2011).